# Мурнау ам Штафелзе
Мурнау ам Штафелзе (њем. Murnau am Staffelsee) град је у њемачкој савезној држави Баварска. Једно је од 22 општинска средишта округа Гармиш-Партенкирхен. Према процјени из 2010. у граду је живјело 12.153 становника. Посједује регионалну шифру (AGS) 9180124.

## Географски и демографски подаци
Мурнау ам Штафелзе се налази у савезној држави Баварска у округу Гармиш-Партенкирхен. Град се налази на надморској висини од 650–730 метара. Површина општине износи 38,0 km². У самом граду је, према процјени из 2010. године, живјело 12.153 становника. Просјечна густина становништва износи 319 становника/km².